# Xã Clinton, Quận Fulton, Ohio
Xã Clinton (tiếng Anh: Clinton Township) là một xã thuộc quận Fulton, tiểu bang Ohio, Hoa Kỳ. Năm 2010, dân số của xã này là 9.554 người.